# Cicones carpini
Cicones carpini is een keversoort uit de familie somberkevers (Zopheridae). De wetenschappelijke naam van de soort werd in 1827 gepubliceerd door John Curtis.